# 臼尻漁港
臼尻漁港（うすじりぎょこう）は、北海道函館市（旧南茅部町）にある漁港。港則法上の「適用漁港」に指定されている。

## 概要
臼尻漁港は渡島半島の太平洋側に面して地域の漁業拠点になっているほか、太平洋沿岸で操業しているイカ釣りなど外来漁船の基地港になっている。北海道における大謀網（大型の定置網）漁業発祥の地であり、日本国内初となるコンブの養殖事業に成功している漁港になっている。また、スケトウダラの刺し網も盛んになっている。毎年6月第2土曜日に開催している『南かやべひろめ舟祭り』の会場になっている。

## 施設
弁天岬を利用して港湾を整備している。岬には北海道大学の研究施設「北海道大学北方生物圏フィールド科学センター臼尻水産実験所」があり、港には「南かやべ漁業協同組合」の本所がある。
外郭施設
- 北防波堤
- 西防波堤
- 東護岸

係留施設
- -4.0 m岸壁
- -3.5 m岸壁
- 物揚場
- 船揚場

## 沿革
- 1951年（昭和26年）：「第3種漁港」指定[1]。
- 1996年（平成08年）：全天候型護岸施設（カモメドーム）一部供用開始[7]。
- 2004年（平成16年）：函館市と戸井町、恵山町、椴法華村、南茅部町が合併し、新・函館市となる。
- 2005年（平成17年）：人工地盤完成[8][9]。
- 2007年（平成19年）：「函館（臼尻）地域マリンビジョン」策定[10]。

## 主な水産物
- コンブ
- イワシ
- スケトウダラ
- イカ